# Santa María, Guanajuato
Santa María är en ort i Mexiko.   Den ligger i kommunen Jerécuaro och delstaten Guanajuato, i den södra delen av landet, 160 km nordväst om huvudstaden Mexico City. Santa María ligger 1 963 meter över havet och antalet invånare är 148.
Terrängen runt Santa María är varierad. Runt Santa María är det ganska tätbefolkat, med 78 invånare per kvadratkilometer. Närmaste större samhälle är Jerécuaro, 6,3 km norr om Santa María. Trakten runt Santa María består till största delen av jordbruksmark.